# Juvenilia (álbum de The Verlaines)
Juvenilia es una álbum compilatorio de la banda neozelandésa The Verlaines, lanzado en 1987 por Flying Nun Records. Este álbum combina todos los sencillos y EPs de los inicios de la banda en CD. Juvenilia fue el primer lanzamiento de The Verlaines en formato CD.

## Lista de canciones
1. "Death And The Maiden"
2. "Doomsday"
3. "Joed Out"
4. "Baud To Tears"
5. "Crisis After Crisis"
6. "Burlesque"
7. "You Cheat Yourself Of Everything That Moves"
8. "Pyromaniac"
9. "Windsong"
10. "Angela"
11. "You Say You"
12. "New Kind Of Hero"
13. "Instrumental"
14. "Phil Too?"
15. "C.D Jimmy Jazz And Me"